# 貝羅擬鮟鱇
貝羅擬鮟鱇（学名：Lophiodes beroe），為輻鰭魚綱鮟鱇目鮟鱇亞目鮟鱇科的其中一種，分布於西北大西洋的美國海域，棲息深度347-860公尺，體長可達40公分，為深海底棲性魚類，屬肉食性，生活習性不明。

## 擴展閱讀
維基物種上的相關：貝羅擬鮟鱇